# Pierre Gadois
Pour les articles homonymes, voir Gadois.
Pierre Gadois (1632 - 8 mai 1714) a vécu en Nouvelle-France avec ses parents, Pierre Gadoys et Louise Mauger. Il a été agriculteur dans le cadre de ses exploitations et également un armurier.
Pierre mena une vie publique honorable. Entre 1660 et 1670, il contribua à la défense de Ville-Marie comme milicien et comme membre de la ferme communautaire de la rivière Saint-Pierre qui remplissait le rôle d’avant-poste au sud de Ville-Marie. Pierre Gadois est devenu une figure connue dans l'histoire canadienne.